# Pterapogon
Pterapogon es un género de peces de la familia Apogonidae. Incluye dos especies.

## Especies
- Pterapogon kauderni
- Pterapogon mirifica